# Frances Yates
Frances Amelia Yates, DBE, Fellow da British Academy (28 de novembro de 1899 - 29 de setembro de 1981) foi uma historiadora inglesa que se concentrou no estudo do Renascimento. Em uma competência acadêmica, ela ensinou no Instituto Warburg da Universidade de Londres por muitos anos e também escreveu uma série de livros sobre o tema da história esotérica.
Yates nasceu em uma família de classe média em Portsmouth, e foi em grande parte autodidata, antes de obter bacharelado e mestrado em francês na University College London. Ela começou a publicar sua pesquisa em revistas acadêmicas e livros acadêmicos, enfocando o teatro do século XVI e a vida de John Florio. Em 1941, ela foi contratada pelo Instituto Warburg, e começou a trabalhar no que ela chamou de "História Warburgiana", enfatizando uma abordagem pan-europeia e interdisciplinar da historiografia.
Em 1964, publicou Giordano Bruno e a Tradição Hermética, um exame de Bruno, que passou a ser visto como sua publicação mais significativa. Neste livro, ela enfatizou o papel do hermetismo nas obras de Bruno e o papel que a magia e o misticismo tiveram no pensamento da Renascença. Ela escreveu extensivamente sobre as filosofias ocultas ou neoplatônicas do Renascimento. Seus livros Giordano Bruno e a Tradição Hermética (1964), A Arte da Memória (1966) e O Iluminismo Rosacruz (1972) são obras importantes. Ela "lidava com tradições cujo afastamento ela não conseguia eliminar, mesmo quando as tornava mais compreensíveis".

## Biografia

### Juventude: 1899–1913
Parece-me agora a Idade de Ouro, na qual a segurança e estabilidade da era vitoriana ainda estavam intactas e pareciam o estado natural das coisas, que continuariam para sempre (embora de uma forma menos severa e mais fácil). Não foi, evidentemente, uma época de ouro para todos, mas para mim foi uma época de perfeita segurança e felicidade quando fundei as raízes da experiência e da investigação em um mundo que fazia sentido.

— Frances Yates, sobre sua infância
 Frances Amelia Yates nasceu em 28 de novembro de 1899 na cidade costeira de Portsmouth, no sul da Inglaterra. Ela era a quarta filha de pais de classe média, James Alfred e Hannah Malpas Yates, e tinha duas irmãs, Ruby e Hannah, e um irmão, Jimmy. James era filho de um artilheiro da Marinha Real, e se tornou um aprendiz naval nos estaleiros durante sua adolescência, trabalhando para uma posição sênior em que supervisionou a construção de dreadnoughts. Ele aprendeu sozinho a ler e era um leitor perspicaz, garantindo que seus filhos tivessem acesso a muitos livros. James era um cristão anglicano devoto, influenciado pelo Movimento de Oxford e simpático à Igreja Católica. Frances foi batizada em fevereiro de 1900 na Igreja de Santa Ana, no estaleiro, embora desde tenra idade tinha dúvidas sobre o cristianismo e a exatidão literal da Bíblia.
Em 1902, James foi transferido para Chatham Dockyards, e em dezembro de 1903 mudou-se para Glasgow para se tornar superintendente de construção naval no rio Clyde. Lá, a família começou a frequentar a Igreja Episcopal Escocesa de Santa Maria. James se aposentou em 1911, embora continuasse a oferecer seus conselhos e conhecimentos para os estaleiros. A família mudou-se regularmente nos anos seguintes, de uma fazenda em Ingleton, Yorkshire, a Llandrindod Wells, a Ripon, a Harrogate e depois a Oxton, em Cheshire. Eles também faziam férias anuais na França a cada verão.
Durante todo esse período, a educação de Yates foi aleatória. Em seus primeiros anos, ela estudou em casa, sendo ensinada a ler por suas irmãs antes de sua mãe assumir sua educação enquanto se afastavam de casa. Quando em Glasgow ela frequentou a Laurel Bank School, mas não frequentou a escola por dois anos depois de deixar a cidade. Apesar da falta de educação formal, ela lia avidamente, tornando-se fã das peças de William Shakespeare, e a poesia dos românticos e pré-rafaelitas, em particular a de Dante Gabriel Rossetti e John Keats. Ela também começou a escrever; em março de 1913, Yates publicou um conto no Glasgow Weekly Herald. Aos 16 anos ela começou a escrever um diário, no qual ela afirmou que "meu irmão escreveu poemas, minha irmã escreve romances, minha outra irmã pinta quadros e eu, devo & irei fazer alguma coisa. Eu não sou muito boa em pintura, não sou boa na música, então só há a escrita. Então eu escreverei."

### Início de carreira: 1914–38
Em 1914, a Primeira Guerra Mundial eclodiu; seu irmão se juntou ao exército britânico e foi morto em batalha em 1915. Como resultado, ela afirmou que a "guerra quebrou nossa família ... Quando eu era adolescente, vivi entre as ruínas". Decidindo seguir uma educação universitária, ela prestou sem sucesso o exame vestibular da Universidade de Oxford, na esperança de estudar História. Posteriormente, a família mudou-se para Claygate, Surrey, estabelecendo-se em uma casa recém-construída em que Yates residiria até sua morte. Suas irmãs se mudaram, deixando Frances para cuidar de seus pais idosos, embora ela também tomasse o trem regularmente para o centro de Londres, onde passou muito tempo lendo e pesquisando na biblioteca do Museu Britânico.
No início da década de 1920, ela iniciou uma graduação em francês na University College, em Londres. Inscrita como aluna externa, ela se dedicava aos estudos e não socializava com os outros alunos. Ela recebeu seu BA com honras de primeira classe em maio de 1924. Ela publicou seu primeiro artigo acadêmico em 1925, sobre "Atores ingleses em Paris durante a vida de Shakespeare", que apareceu na edição inaugural de The Review of English Studies. Ela então embarcou em um mestrado em francês na Universidade de Londres, desta vez como uma estudante interna. Sua tese foi intitulada "Contribuição ao Estudo do Drama Social Francês no Século XVI", e nela argumentou que as peças desse período poderiam ser vistas como propaganda dirigida à população analfabeta. Embora tenha sido autorada para uma formação em francês, era altamente histórica e mostrava o interesse de Yates em desafiar suposições e interpretações anteriores do passado. Supervisionada por Louis M. Brandin e FY Eccles, ela foi premiada com o seu MA com base em 1926. De 1929 a 1934, Yates ensinou francês na North London Collegiate School, mas não gostou porque deixava pouco tempo para ela se dedicar à sua pesquisa.
Enquanto vasculhava o London Public Record Office, ela soube de John Florio em um depoimento de 1585. Intrigada por ele, ela dedicou seu terceiro trabalho acadêmico ao tema de Florio: "John Florio na Embaixada da França", que apareceu em The Modern Language Review em 1929. Ela passou a autorar uma biografia de Florio, John Florio: A vida de um italiano na Inglaterra de Shakespeare, publicada pela Cambridge University Press em 1934; eles concordaram com a publicação na condição de que ela fosse encurtada e que Yates contribuiu com 100 libras para sua publicação. O livro ganhou críticas positivas e rendeu a Yates o prêmio Mary Crawshaw da British Academy. Tendo anteriormente contado com seu italiano aprendido de forma autodidata, no verão de 1935, ela passou várias semanas em um curso na língua mantida para acadêmicos no Girton College, Universidade de Cambridge; aí ela desenvolveu amizades duradouras com Nesca Robb e Linetta di Castelvecchio, ambas colegas estudiosas do Renascimento. O segundo livro de Yates foi A Study of Love's Labour's Lost, um exame dos Trabalhos do Amores Conquistados. Foi publicado pela Cambridge University Press em 1936.
Através de sua pesquisa sobre Florio, Yates ficou intrigada com um de seus associados, Giordano Bruno. Ela traduziu La Cena de la ceneri (A Ceia da Quarta Feira de Cinzas) de Bruno, e acrescentou uma introdução em que ela argumentou contra a opinião predominante de que Bruno tinha sido simplesmente um defensor das teorias heliocêntricas de Copérnico; em vez disso, ela argumentou que ele estava pedindo um retorno ao catolicismo medieval. Ela ofereceu o livro à Cambridge University Press, que se recusou a publicá-lo e depois comentou que era "o pior dos meus esforços ... era lamentavelmente ignorante do pensamento da Renascença e da magia da Renascença". Ao reavaliar o pensamento de Bruno, Yates foi influenciada por outros estudiosos que começaram a reconhecer o papel da magia e do misticismo no pensamento renascentista: o historiador francês da ciência Pierre Duhem, a historiadora norte-americana Lynn Thorndike e o estudioso da Renascença Francis Johnson. A biógrafa de Yates, Marjorie Jones, sugeriu que essa interpretação foi em parte influenciada por suas próprias opiniões religiosas, que – influenciadas pelos romancistas e pré-rafaelitas – adoravam o ritual católico e criticavam a Reforma Protestante.

### Juntando-se ao Instituto Warburg: 1939–60
Uma das amigas de Yates, a historiadora e colega estudiosa de Bruno, Dorothea Singer, apresentou-a a Edgar Wind, subdiretor do Instituto Warburg, em uma festa em Par, na Cornualha. A convite de Wind, Yates contribuiu com um artigo sobre "Conflito de Giordano Bruno com Oxford" para a segunda edição do Journal of the Warburg Institute em 1939, que ela seguiu com "A Política Religiosa de Giordano Bruno" na terceira edição. Nestes artigos, ela ainda não associava Bruno ao hermetismo. Em 1941, o diretor do Warburg, Fritz Saxl, ofereceu a Yates um emprego no Instituto, então baseado em South Kensington; ela concordou, assumindo o cargo que girava em grande parte na edição do Journal, mas que também lhe dava muito tempo para continuar sua pesquisa independente. A essa altura, a Grã-Bretanha havia entrado na Segunda Guerra Mundial contra a Alemanha nazista, e Yates se envolveu no esforço de guerra, sendo treinada em primeiros socorros pela Cruz Vermelha e se voluntariou como assistente de ambulância da ARP.  Em 1941, seu pai morreu durante um ataque aéreo, embora a causa da morte não seja conhecida. Yates continuou lutando contra a depressão e ficou profundamente infeliz.

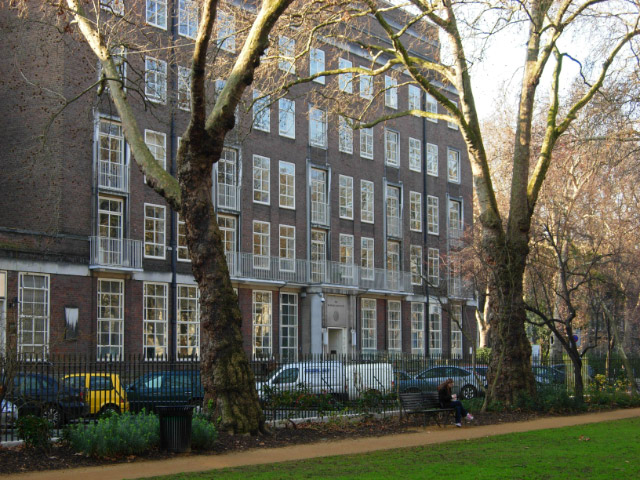
O Instituto Warburg no Woburn Place

Em 1943, Yates recebeu o prêmio Marion Reilly da Federação Britânica de Mulheres Universitárias. Ela também deu um discurso ao Comitê de Relações Internacionais da Federação sobre "Como a História será escrita se os alemães vencerem esta guerra?" No Warburg, seu círculo intelectual incluía Anthony Blunt, Margaret Whinney, Franz Boaz, Ernst Gombrich, Gertrud Bing, Charles e Dorothea Singer, DP Walker, Fritz Saxl, Eugénie Droz e Roy Strong. Neste momento, ela também desenvolveu amizades duradouras com Jan van Dorsten e Rosemond Tuve, ambos estudiosos.
Com a vitória da Grã-Bretanha na guerra, Yates estava entre vários estudiosos de Warburg que enfatizaram a necessidade de uma historiografia pan-europeia, de modo a rejeitar os nacionalismos que levaram às guerras mundiais; essa abordagem, ela acreditava, deve ser tanto internacional quanto interdisciplinar. Ela descreveu essa nova abordagem como "história warburgiana", definindo isso como a "história da cultura como um todo – a história do pensamento, da ciência, da arte, incluindo a história do imaginário e do simbolismo". Ligado a isto, ela acreditava que a educação escolar deveria se concentrar na história pan-europeia, ao invés de simplesmente britânica. 
O Warburg Institute publicou o terceiro livro de Yates em 1947 como The French Academies of the Sixteenth Century. Ela o descreveu como "um esforço ambicioso para aplicar os modos de trabalho warburgianos, para usar arte, filosofia musical, religião" para elucidar o assunto. No ano seguinte, ela começou a contemplar escrever um livro sobre Bruno, e passou setembro de 1951 na Itália, visitando lugares que haviam sido associados com sua vida. Em 1948, ambas as irmãs de Yates voltaram para a casa da família em Claygate, porém em março de 1951, Hannah morreu de leucemia, e a mãe de Yates morreu em outubro de 1952. Apesar dos problemas em sua vida pessoal, ela continuou seus estudos acadêmicos, publicando normalmente dois ou três trabalhos acadêmicos por ano. Ela também lecionou sobre os assuntos de sua pesquisa em várias universidades diferentes em toda a Grã-Bretanha; durante a década de 1950, ela lecionou sobre o assunto de espérance impériale, que mais tarde seria coletado e publicado como Astraea: O tema imperial no século XVI (1975).
Em 1954, Gertrud Bing tornou-se diretor do Warburg, supervisionando a mudança de South Kensington para um edifício especialmente construído em Woburn Square, Bloomsbury. Bing era amigo íntimo de Yates e frequentemente saíam de férias juntos. O quarto livro de Yates, publicado em 1959, foi The Valois Tapestries, no qual ela discutiu as tapeçarias de mesmo nome no Uffizi em Florença, Itália. Ela ofereceu uma nova interpretação das tapeçarias, aproximando-se delas como se fossem "uma história de detetive" e argumentando que se tratava de retratos da família real francesa.

### Aclamação internacional: 1961–81
A produtividade acadêmica de Yates aumentou nas décadas de 1960 e 1970, quando ela também se tornou revisora regular de livros para a New York Review of Books. Em 1961, Yates foi autora de Giordano Bruno e da Tradição Hermética, que passou a ser amplamente considerada como sua obra-prima. Em seu diário, ela escreveu que agora "via o hermetismo como a pista para Bruno e toda a visão da magia renascentista em relação a ele". Ela foi encorajada a adotar essa visão por seu amigo, D. P. Walker. O livro foi publicado em 1964 pela Cambridge University Press. O trabalho trouxe sua fama acadêmica internacional e, em 1965, ela fez uma turnê de palestras nos Estados Unidos. Sua próxima publicação foi uma sequência de Giordano Bruno e da tradição hermética, sendo publicado como A Arte da Memória em 1966.  Em 1967, ela foi eleita membro da Academia Britânica (FBA). Em 1969 ela publicou o Teatro do Mundo. Seu próximo livro, publicado pela Routledge em 1972, foi O Iluminismo Rosacruz, no qual ela olhou para a influência dos manifestos Rosacruzes na Europa do século XVI.
Em 1971, Yates foi premiada com um doutorado honorário da Universidade de East Anglia, que foi apresentado a ela por Angus Wilson, e no Ano Novo Honors 1972 Yates foi nomeada uma oficial da Ordem do Império Britânico por serviços para a História da Arte. Em outubro de 1973, ela recebeu um Prêmio Wolfson de £5000 por sua obra mais ampla, e em janeiro de 1974, Yates fez quatro palestras em Northcliffe na University College London (UCL). Eles seriam subsequentemente publicados pela Routledge em 1975 como As Últimas Peças de Shakespeare: Uma Nova Abordagem. Ela foi eleita Membro Honorária Estrangeira da Academia Americana de Artes e Ciências em 1975. Nesse mesmo ano também foi publicada a Astraea: O Tema Imperial no Século XVI, que reuniu palestras que ela apresentou na década de 1950. Em fevereiro de 1976, o Smith College em Northampton, Massachusetts, ofereceu a Yates o Professorado Kennedy, que ela recusou.
Yates foi promovida nas Honras de Aniversário da Rainha em 1977 a Dama Comandante da Ordem do Império Britânico (DBE) por serviços aos estudos da Renascença. Em 1978, a Universidade de Pisa concedeu-lhe o Prêmio Galilio Galilei por sua contribuição para o estudo da história italiana. Em março de 1979, a Academia Britânica concedeu-lhe uma bolsa de 2000 libras para que ela pudesse continuar a viajar de sua casa para Londres, a fim de realizar pesquisas.
Em 1974, uma conferência acadêmica foi realizada na Clark Library da UCLA, em Los Angeles, Califórnia, que debateu e discutiu o que foi chamado de "tese de Yates". A última década de sua vida viu seus críticos se tornarem mais numerosos e mais sinceros, no entanto, ela ganhou um campeão na forma do historiador Hugh Trevor-Roper, que revisou positivamente seus trabalhos e tornou-se um amigo pessoal. Em 1979, Yates publicou A Filosofia Oculta na Era Elisabetana, na qual ela discutiu o lugar da Cabala Cristã durante o Renascimento e sua influência no Neoplatonismo Cristão. Não se mostrou tão bem sucedido quanto seus livros publicados na década de 1960.
Foi no início dos anos 1970 que ela começou a escrever uma autobiografia, inspirada na biografia de Goldsworthy Lowes Dickinson de E. M. Forster ; foi deixada inacabada em sua morte, embora partes foram publicadas postumamente. Em março de 1979, Yates mudou sua irmã Ruby para um lar de idosos, antes de embarcar em uma turnê de palestras dos EUA. Ruby morreu em maio de 1980, deixando Yates como o último membro sobrevivente de sua família imediata. No verão de 1981, Yates viajou em uma turnê de palestras da Hungria, chegando a acreditar que a erudição anglófona havia negligenciado a Europa Central. Sua palestra final foi entregue na Catedral de Manchester, e foi sobre o assunto de John Dee, ao qual Yates estava tendo um interesse crescente em pesquisa. Pouco tempo depois, ela caiu em casa e foi hospitalizada com um fêmur quebrado. Ela se recuperou e voltou para casa, onde morreu em seu sono. Seu corpo foi cremado em um serviço memorial anglicano.

## Escritos acadêmicos
Com a publicação de Giordano Bruno e a tradição hermética, Yates destacou o hermetismo dentro da cultura renascentista, e falou do interesse pelo misticismo, magia e gnosticismo da antiguidade tardia que sobreviveu à Idade Média. Yates sugeriu que o sacerdote católico itinerante Giordano Bruno foi executado em 1600 por defender a tradição hermética, em vez de sua afirmação de excentricidade cósmica. Seus trabalhos chamaram a atenção para o papel desempenhado pela magia no início da ciência moderna e filosofia, antes que estudiosos como Keith Thomas trouxessem este tema para a historiografia convencional. Thomas faz referência a Yates, ao lado de Piyo M. Rattansi, para o ponto básico de que o pensamento hermético alimentou as fundações da ciência moderna, antes de ser dissipado mais tarde.
| “ | Os estudos seminais de Michel Foucault e de Frances Yates, mesmo que não sejam totalmente persuasivos em todos os aspectos, tornaram impossível aos historiadores ignorarem novamente o papel de várias formas de pensamento e prática mágicos na compreensão renascentista do mundo natural. | ” |

A biógrafa de Yates, Marjorie Jones, afirmou que Giordano Bruno e a Tradição Hermética" galvanizou a historiografia renascentista" ao ilustrar como o misticismo e a magia desempenharam um papel na cultura renascentista e na revolução científica. Ela ainda afirmou que o livro "trouxe [Yates] para a frente dos estudos da Renascença".

## Reputação
O historiador da religião Henrik Bogdan afirmou que o trabalho de Yates foi "fundamental para mudar a atitude dos historiadores da ciência e da filosofia em relação ao esoterismo".
Embora algumas de suas conclusões mais tarde fossem contestadas por outros estudiosos, Yates continua sendo uma das maiores acadêmicas sobre o hermetismo na Europa renascentista; e seu livro The Art of Memory (1966) foi nomeado um dos mais significativos livros de não ficção do século XX. Paolo Rossi identificou dois pontos-chave: a importância passada e a posterior perda de mnemotécnicas como um poder humano, onde ele argumenta que ela exagerou o aspecto oculto ou "junguiano"; e a subsequente marginalização da área, que ele considera válida e de maior aplicabilidade. Frances Yates e a Tradição Hermética de Marjorie G. Jones, a primeira biografia de Yates, foi publicada em 2008 pela Ibis Press.

### Críticas acadêmicas
Diz-se agora que Yates fundou um paradigma, ou deu uma grande narrativa. Nesses termos, o chamado paradigma de Yates (às vezes Tese de Yates), seu trabalho é contestado livremente. Esta é uma visão que Wouter Hanegraaff apresentou, começando com Yates como o primeiro estudioso a tratar o hermetismo da Renascença, integrado ao Rosacrucianismo, como um aspecto coerente da cultura europeia. Ele afirmou isso como um paradoxo atraente, o esoterismo autônomo ajudando a dar origem à mentalidade científica que desconsiderará seu pai. Mas, agora se diz, não havia tradição esotérica unitária e essa visão só é sustentável em uma leitura seletiva da evidência. Os argumentos em torno deste questionamento de Yates incluem Lodovico Lazzarelli e as visões rivais de Antoine Faivre, que propôs uma definição mais clara do esoterismo.
Hanegraaff argumentou que a recepção do trabalho de Yates foi colorida pelo Zeitgeist. Uma suposição extra, de que o mago tinha um ponto de vista que poderia ser recuperado, foi adicionado de maneira elegante. Além disso, ele argumenta que o uso essencialista, em vez do nominalista, do próprio termo "esoterismo", viciou o trabalho de sucesso. O "paradigma de Yates", na sua opinião, dominou na década de 1970, mas caiu no esquecimento na década de 1980 para os estudiosos. Dicas sobre a "tese de Yates" foram deixadas como esboços em obras da própria Yates (Francis Bacon em relação ao hermetismo, e o círculo de Hartlib, em particular). Estes relacionados a caminhos e como a influência real sobre a ciência foi afetada.
Brian Vickers identifica Rattansi, A. G. Debus e Peter J. French como no lado da tese de Yates, com M. B. Hesse, Edward Rosen, Paolo Rossi e Charles Trinkaus do outro lado. Ele observa que o debate (até 1984) não foi conduzido pela leitura atenta de textos e evidências; ele mesmo não está totalmente convencido pela tese.
Os estudos acadêmicos de Yates foram frequentemente criticados por usarem o que ela chamou de "poderosa imaginação histórica"; ela apresentou cenários que não poderiam ser provados usando-se provas documentais, algo que muitos outros historiadores consideravam uma falha em sua metodologia.

### Influência na cultura popular
John Crowley usou extensivamente Yates para os motivos ocultos em Little, Big (1981) e Ægypt Sequence (1987–2007), nos quais ela aparece brevemente como personagem.  

## Vida pessoal
A biógrafa de Yates, Marjorie G. Jones, descreveu a historiadora como uma mulher "profundamente emotiva e até apaixonada", que era "depressiva, mal humorada [e] frequentemente infeliz", além de ser ferozmente determinada e trabalhadora. Jones observou que Yates, apesar de ter nascido nos anos finais da era vitoriana, permaneceu um produto do pensamento vitoriano e sistemas de valores ao longo de sua vida. Ela era altamente crítica do nacionalismo, vendo-a como a causa das guerras europeias do início do século XX, e procurou encontrar uma solução para os conflitos da Europa na história, particularmente no século XVI. No entanto, quando se tratava de política partidária, ela era em grande parte apolítica.
Em 1942, ela comentou "sou uma anglicana que tem a visão histórica de que a revolução nazista [sic. i. e. protestante] de 1559, e todas as complicações miseráveis que se seguiram, me privaram de parte de minha herança natural e nativa como uma católica inglesa."
Os diários de Yates apenas aludem a um potencial apego romântico, a um homem chamado Leonard, embora não haja evidências de que tenham tido um relacionamento. Não há evidências de que ela tenha se envolvido sexualmente com outra pessoa, embora seus diários estejam repletos de referências a uma luta pessoal contra a tentação, que pode se referir a pensamentos sexuais. Por anos, ela era uma fumante inveterada.

## Trabalho
- John Florio: The Life of an Italian in Shakespeare's England (1934)
- A study of Love's labour's lost  (1936)
- The French Academies of the Sixteenth Century (1947)
- The Valois Tapestries (1959)
- Giordano Bruno and the Hermetic Tradition (1964) ISBN 9780226950075
- The Art of Memory (1966) ISBN 9780226950013
- Theatre of the World (1969)
- The Rosicrucian Enlightenment (1972)
- Astraea : The Imperial Theme in the Sixteenth Century (1975)
- Shakespeare's Last Plays: A New Approach (1975)
- The Occult Philosophy in the Elizabethan Age (1979)
- Lull and Bruno (1982) Collected Essays I
- Renaissance and Reform : The Italian Contribution (1983) Collected Essays II
- Ideas and Ideals in the North European Renaissance (1984) Collected Essays III

## 
1. ↑  John Michael Krois, Ars Memoriae, Philosophy and Culture: Frances Yates and After, in Glenn Alexander Magee (editor), Philosophy and Culture: Essays in Honor of Donald Phillip Verene (2002); (PDF no Wayback Machine (arquivo index)
2. 1 2  Jones 2008, p. 22.
3. 1 2  Jones 2008, p. 1.
4. ↑  Jones 2008, pp. 1, 3.
5. ↑  Jones 2008, pp. 2–3.
6. ↑  Jones 2008, p. 4.
7. ↑  Jones 2008, p. 2.
8. ↑  Jones 2008, p. 8.
9. ↑  Jones 2008, p. 6.
10. ↑  Jones 2008, pp. 7, 16.
11. ↑  Jones 2008, pp. 18–19.
12. 1 2  Jones 2008, p. 19.
13. ↑  Jones 2008, pp. 20–21.
14. ↑  Jones 2008, p. 3.
15. ↑  Jones 2008, pp. 3, 13–14.
16. ↑  Jones 2008, p. 16.
17. ↑  Jones 2008, p. 23.
18. ↑  Jones 2008, pp. 32–33.
19. ↑  Jones 2008, pp. 16–18.
20. ↑  Jones 2008, pp. 24–26.
21. ↑  Jones 2008, p. 29.
22. ↑  Jones 2008, pp. 30–31.
23. 1 2 3  Jones 2008, p. 39.
24. ↑  Jones 2008, pp. 41–42.
25. ↑  Jones 2008, pp. 40, 43.
26. ↑  Jones 2000, pp. 43–51.
27. ↑  Yates' profile at arthistorians.info.
28. ↑  Jones 2008, p. 42.
29. ↑  Jones 2008, pp. 55–56.
30. ↑  Jones 2000, p. 60.
31. ↑  Jones 2008, pp. 61–62.
32. ↑  Jones 2008, p. 65.
33. 1 2  Jones 2008, p. 55.
34. ↑  Jones 2008, pp. 62–65.
35. ↑  Jones 2008, p. 66.
36. ↑  Jones 2008, pp. 56–57.
37. ↑  Jones 2008, pp. 57–58, 66–73.
38. ↑  Jones 2008, pp. 58–60.
39. ↑  Jones 2008, p. 71.
40. ↑  Jones 2008, p. 75.
41. ↑  Jones 2008, pp. 76–77.
42. ↑  Jones 2008, pp. 77–78.
43. ↑  Jones 2008, pp. 88–89.
44. ↑  Jones 2008, p. 93.
45. ↑  Jones 2008, p. 78.
46. 1 2  Jones 2008, p. 99.
47. ↑  Jones 2008, pp. 96–97.
48. ↑  Jones 2008, pp. 97–98.
49. ↑  Jones 2008, p. 96.
50. ↑  Jones 2008, pp. 102–103.
51. ↑  Jones 2008, pp. 99–100.
52. ↑  Jones 2008, pp. 100–101.
53. ↑  Jones 2008, pp. 112–113.
54. ↑  Jones 2008, p. 114.
55. ↑  Jones 2008, p. 109.
56. ↑  Jones 2008, p. 108.
57. ↑  Jones 2008, pp. 111, 114.
58. ↑  Jones 2008, p. 112.
59. ↑  Jones 2008, p. 113.
60. ↑  Jones 2008, pp. 104, 108.
61. ↑  Jones 2008, pp. 116, 117.
62. 1 2  Jones 2008, p. 132.
63. ↑  Jones 2008, p. 139.
64. ↑  Jones, p. 120.
65. ↑  Jones 2008, p. 127.
66. ↑  Jones 2008, pp. 134–136.
67. ↑  Jones 2008, pp. 136–138.
68. ↑  «YATES, Dame Frances (Amelia)». Who Was Who
69. ↑  Jones 2008, p. 136, 141.
70. ↑  Jones 2008, pp. 146, 148.
71. ↑  Jones 2008, pp. 107, 144.
72. ↑  "No. 45554". The London Gazette (1st supplement). 31 de dezembro de 1971. p. 12.
73. ↑  Jones 2008, p. 143.
74. ↑  Jones 2008, p. 165.
75. ↑  Jones 2008, pp. 169–176, 178.
76. ↑  «Book of Members, 1780–2010: Chapter Y» (PDF)
77. ↑  Jones 2008, p. 154.
78. ↑  Jones 2008, p. 181.
79. ↑  "No. 47234". The London Gazette (1st supplement). 10 de junho de 1977. p. 7079.
80. ↑  Jones 2008, p. 186.
81. 1 2  Jones 2008, p. 198.
82. ↑  Jones 2008, p. 193.
83. ↑  Jones 2008, p. 146.
84. ↑  Jones 2008, p. 145.
85. ↑  Jones 2008, pp. 181, 187-89.
86. ↑  Jones 2008, pp. xxiii, 177.
87. ↑  Jones 2008, pp. 190–191.
88. ↑  Jones 2008, p. 191.
89. ↑  Jones 2008, p. 210.
90. ↑  Jones 2008, pp. 201–202.
91. ↑  Jones 2008, p. 217.
92. ↑  Jones 2008, p. 218.
93. ↑  Jones 2008, p. 219.
94. ↑  Keith Thomas, Religion and the Decline of Magic (1971), note p. 268.
95. ↑  Anthony Grafton and Nancy Siraisi (editors), Introduction p. 3, Natural Particulars (1999).
96. ↑  Jones 2008, p. xvii.
97. ↑  Jones 2008, p. xviii.
98. ↑  Bogdan 2007, p. 8.
99. ↑  Por exemplo, ver Lisa Jardine and Jerry Brotton, Global Interests: Renaissance Art Between East And West, Reaktion Books, 2005, ISBN 1-86189-166-0, p. 240: "Our analysis of the Valois Tapestries leads us to turn Yates's argument on its head: the tapestries actually are deeply antithetical to the Protestant, and specifically Huguenot, cause."
100. ↑  Ex. descrita como tal em http://nccsc.net/2007/2/15/reviving-iconography, http://www.marlowe-society.org/marlowe/life/freethinkers1.html.
101. ↑  Paolo Rossi, Logic and the Art of Memory (2000 translation), pp. xxii–xxiii.
102. ↑  Henrik Bogdan, Western Esotericism and Rituals of Initiation (2007), pp. 9–10.
103. ↑  Wouter Hanegraaff, The Study of Western Esotericism, pp. 507–08, in Peter Antes, Armin W. Geertz, Randi Ruth Warne, New Approaches to the Study of Religion: Regional, Critical, and Historical Approaches (2004).
104. ↑  Brian Vickers, Occult and Scientific Mentalities in the Renaissance (1984), pp. 5–6.
105. ↑  Jones 2008, p. 68.
106. ↑  Jones 2008, p. xx.
107. ↑  Jones 2008, p. 107.
108. ↑  Jones 2008, pp. xviii, 52–53.
109. ↑  Jones 2008, p. 97.
110. ↑  Jones 2008, p. 92.
111. ↑  Jones 2008, p. 85.
112. ↑  Jones 2008, pp. 86, 88.
113. ↑  Jones 2008, p. 105.